# Queer Lion 2020
Il Queer Lion 2020 è la quattordicesima edizione del riconoscimento collaterale che premia «il miglior film con tematiche omosessuali & Queer Culture», assegnato nel quadro delle manifestazioni della 77ª Mostra internazionale d'arte cinematografica di Venezia che ha avuto luogo dal 2 al 12 settembre 2020.
Il premio è stato patrocinato dall'Università Iuav e dall'Università Ca' Foscari.
L'immagine di locandina dell'edizione 2020 rende omaggio a Quelle due di William Wyler, tratto dall'omonima pièce teatrale di Lillian Hellman. Wyler aveva già trasposto cinematograficamente il dramma nel 1936 con il titolo La calunnia.
Il premio è stato assegnato al film statunitense Il mondo che verrà di Mona Fastvold, con la seguente motivazione:

## Giuria
- Michele Gottardi - critico cinematografico - Presidente di giuria
- Giuseppe Amato - attore e regista teatrale
- Adriano Virone - animatore culturale, attivista gay e DJ
- Jani Kuštrin - archivista, operatore culturale e attivista LGBT

## Film

### In gara
- Laila in Haifa, regia di Amos Gitai (Israele, Francia)
- Non cadrà più la neve (Śniegu już nigdy nie będzie), regia di Małgorzata Szumowska e Michał Englert (Polonia, Germania)
- E domani il mondo intero (Und morgen die ganze Welt), regia di Julia von Heinz (Germania, Francia)
- Il mondo che verrà (The World to Come), regia di Mona Fastvold (Stati Uniti d'America)
- Terrain, regia di Lily Baldwin, Saschka Unseld e Kumar Atre (Stati Uniti d'America, Germania, Svizzera)
- Tengo miedo torero, regia di Rodrigo Sepúlveda (Cile, Argentina, Messico)
- Saint-Narcisse, regia di Bruce LaBruce (Canada, Belgio, Lussemburgo)

### Fuori concorso
- The Human Voice, regia di Pedro Almodóvar (Stati Uniti d'America, Spagna)
- Nattåget, regia di Jerry Carlsson (Svezia)
- The Return of Tragedy, regia di Bertrand Mandico (Francia)
- Queerskins Ark, regia di Illya Szilak e Cyril Tsiboulski (Stati Uniti d'America)
- Gravidade VR, regia di Fabito Rychter e Amir Admoni (Brasile, Perù)
- En ce moment, regia di Serena Vittorini (Italia)
- Miu Miu Women's Tales #19 - Nightwalk, regia di Małgorzata Szumowska (Italia, Polonia)
- J'ador, regia di Simone Bozzelli (Italia)